# Chariclea darollesi
Chariclea darollesi är en fjärilsart som beskrevs av Charles Oberthür 1876. Chariclea darollesi ingår i släktet Chariclea och familjen nattflyn. Inga underarter finns listade i Catalogue of Life.